# Ostoja de Bosnia
Esteban Ostoja (fallecido en septiembre de 1418) fue rey de Bosnia entre 1398 y 1404 y desde 1409 hasta 1418.

## Conexiones familiares
Fue miembro de la casa de Kotromanić, posiblemente era hijo de Vladislav y hermano del rey Esteban Tvrtko I. Cuando murió el duque Hrvoje Vukčić en 1416, Ostoja se divorció de su antigua esposa Kujava de la casa de Radenović y se casó con la viuda de Hrvoje, Jelena Nelipić, al año siguiente. Jelena Nelipčić era hermana del príncipe Ivan III Nelipić de la familia noble croata Nelipić (Nelipac). De esa forma Ostoja heredó la mayor parte de las tierras de Hrvoje.

## Ascenso al poder
Ostoja fue llevado al poder por las fuerzas de Hrvoje Vukčić, (ban de Croacia, gran duque de Bosnia y herzog de Split), que depuso a la reina Jelena Gruba en 1398. En 1403 se puso del lado del rey Ladislao I de Nápoles en su difícil situación contra el rey húngaro Segimundo, señor de Bosnia. El rey Ostoja dirigió una guerra contra la República de Ragusa, un vasallo húngaro ese año. En 1404, los bosnios de Hrvoje Vukčić lo reemplazaron por su hermano Tvrtko II debido a sus opiniones prohúngaras. Tuvo que huir a Hungría, después a un stanak en Mile, Visoko.
En 1408, el rey húngaro Segismundo logró derrotar a la nobleza bosnia y al rey Esteban Tvrtko II y restaurar a Ostoja al trono en 1409. Ostoja puso fin a la disputa de una década con los húngaros, pero reconoció su soberanía y en 1412 visitó la corte húngara en Buda junto con el resto de la nobleza bosnia y serbia, incluido el déspota Esteban Lazarević.
Ostoja murió en septiembre de 1418 y el hijo mayor de su matrimonio con Kujava, Esteban Ostojić, fue elegido rey de Bosnia.